# لكمه البدو (المخادر)

تعديل مصدري - تعديل

لكمه البدو هي إحدى قرى عزلة جبل عقد بمديرية المخادر التابعة لمحافظة إب، بلغ تعداد سكانها 869 نسمة حسب تعداد اليمن لعام 2004.